# VIM Airlines
Vim Airlines (Russisch: ВИМ Авиа) was een Russische luchtvaartmaatschappij met haar hoofdzetel in Moskou. Zij voerde passagiers- en chartervluchten uit zowel binnen als buiten Rusland. Air Bashkortostan is een dochtermaatschappij van Vim Airlines.

## Geschiedenis
VIM Airlines is opgericht in 2002 door Viktor I Merlukov (oprichter van Aerofreight Airlines) en is gestart met IL-62's van Aeroflot.

## Vloot
De vloot van VIM Airlines bestaat in juli 2007 uit:
- 11 Boeing 757-200
- 2 Yakolev Yak-42D